# 成竞业
成竞业（1959年10月—），中华人民共和国外交官，曾任中华人民共和国驻澳大利亚联邦特命全权大使。

## 生平

### 进入外交部
1982年，成竞业考入南京大学，就读国际关系史专业，师从王绳祖，毕业论文为《论太平洋战争前夕的英国远东政策》。1985年，进入中华人民共和国外交部，担任国际司随员、三秘。1990年，担任中国常驻联合国代表团三秘、二秘。1993年，担任外交部国际司二秘、副处长、处长、参赞。2000年，出任中华人民共和国外交部军控司副司长。2003年，担任中国常驻联合国代表团公使衔参赞。2006年2月，出任中华人民共和国常驻联合国日内瓦办事处和瑞士其他国际组织副代表、特命全权裁军事务大使。2007年6月11日至18日，联合国人权理事会第5次会议在日内瓦举行，他率团与会，并于6月18日理事会以协商一致方式就主席建章立制一揽子方案原则达成一致。其中6月19日正式通过该方案，理事会终于完成联大60/251号决议规定的建章立制工作。
2007年至2011年，成竞业担任外交部军控司司长。2007年10月，他代表中国在联大一委一般性辩论中阐述中国政府在军控问题的原则立场和主张。2011年6月，出任中华人民共和国常驻维也纳联合国和其他国际组织代表、特命全权大使。

### 驻澳大使
2016年5月，成竞业担任中华人民共和国驻澳大利亚大使。2016年8月25日，举行到任招待会。成竞业担任中国驻澳大使期间，恰逢特恩布尔执政时期，后者在任澳大利亚总理期间，开始制造中澳关系紧张局面。2017年之后，中澳双方停止了最高级别的首脑。2018年以国家安全为理由，禁止中兴通信和华为参加该国的5G网络建设。2018年8月，斯科特·莫里森继任澳大利亚总理，中澳关系进一步恶化，比如2019年中华人民共和国政府怀疑企图渗透澳洲议会事件、王立强事件。2020年4月，澳大利亚开始游说各国在世界卫生组织外就COVID-19疫情来源展开独立调查。随后成竞业大使警告澳大利亚此举会降低中国前往澳洲留学旅游和购买农产品兴趣，但遭到澳大利亚政局反駁。4月28日，澳大利亚外交和贸易部常务副部长孙芳安与中国驻澳大利亚大使成竞业通话，就此事等进行沟通，孙芳安虽感谢中方为澳方八家企业在华采购相关医疗物资提供的协助，但在此项国际调查中，孙芳安解释此事并不针对中国，但遭到成竞业的严词拒绝，后者称“无论澳方怎么辩解，都掩盖不了有关建议是政治操弄的事实”。
不久，5月中国开始对澳洲实施制裁。而作为反击8月澳大利亚就中国新疆、香港等问题进行攻击。

## 家庭
夫人王芳，曾任驻悉尼代总领事。